# 田島高校前站

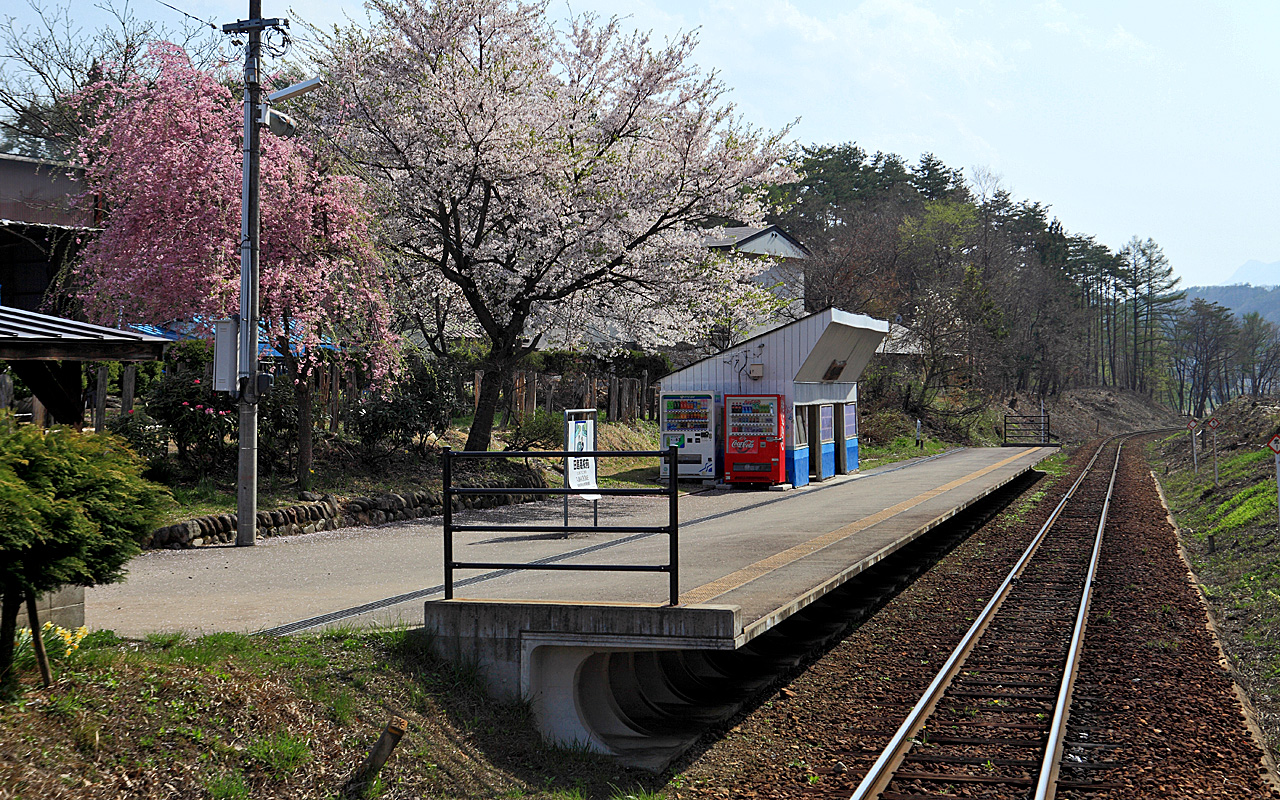
車站全景

田島高校前站（日语：／ Tajimakōkō-mae eki */?）是位於福島縣南會津郡南會津町田島字田部原1693番173號，會津鐵道的會津線車站。

## 歷史
- 1951年（昭和26年）12月1日 - 日本國有鐵道會津線開設田部原站（日语：／）[1]。
- 1987年（昭和62年）
  - 4月1日 - 伴隨國鐵分割民營化，車站由東日本旅客鐵道（JR東日本）營運。
  - 7月16日 - 會津線旅客業務由會津鐵道接管，成為會津鐵道線車站。同時改名為田島高校前站。

## 車站構造
此站是地面車站，設有1面1線的單式月台。此站是無人車站。
車站設有候車室。在站名牌上標記了「青年記憶之社」。

## 使用狀況
在2015年度的1日平起乘車人次為93人。
| 乘車人員變化 | 乘車人員變化 |
| 年度         | 1日平均人次  |
| ------------ | ------------ |
| 2000         | 255          |
| 2001         | 225          |
| 2002         | 211          |
| 2003         | 175          |
| 2004         | 148          |
| 2005         | 151          |
| 2006         | 145          |
| 2007         | 148          |
| 2008         | 140          |
| 2009         | 123          |
| 2010         | 115          |
| 2011         | 112          |
| 2012         | 112          |
| 2013         | 112          |
| 2014         | 115          |
| 2015         | 93           |

## 車站周邊
- 福島縣立田島高等學校（日语：福島県立田島高等学校）
- 國道121號（日语：国道121号）
- 福島縣道347號高隯田島線（日语：福島県道347号高陦田島線）
- 大川

## 相鄰車站
會津鐵道
■會津線
□快速「接力號」
通過
□快速「AIZU山特快」、■普通（包含「接力號」）
會津長野－田島高校前－會津田島

## 注腳
1. 1 2  （國立國會圖書館數碼化收藏）
2. ↑  第131回福島県統計年鑑 （页面存档备份，存于）（日語）

## 外部連結
- 田島高校前站 （页面存档备份，存于）（日語）